# Friedrich Theodor von Merckel
Friedrich Theodor von Merckel (od 1828 von Merckel) (ur. 4 listopada 1775 we Wrocławiu, zm. 10 kwietnia 1846 w Warcie Bolesławieckiej) – pruski polityk, pierwszy i czwarty nadprezydent prowincji śląskiej w latach 1816–1820 i 1825–1845.

## Życiorys
Urodził się w 1775 roku we Wrocławiu. Wywodził się ze starej turyngeńskiej rodziny szlacheckiej. Jej protoplastą był żyjący w XIV wieku był Matthes Merkir (Merker) (zm. 1405/1408), który został członkiem rady miejskiej Schmalkalden. Jego bratankiem był słynny pisarz Wilhelm von Merckel (1803–1861). Po ukończeniu studiów z zakresu prawa i administracji na Uniwersytecie w Halle pracował jako prawnik w dobrach ziemskich Althannów w hrabstwie kłodzkim, a następnie od 1798 roku jako notariusz, a rok później asesor w rodzinnym Wrocławiu. W 1800 roku objął posadę we wrocławskiej policji.
21 maja 1801 roku poślubił we Wrocławiu Karolinę Willers. W latach 1804–1808 wchodził w skład wrocławskiej kamery wojny i domen, a następnie od 1808/1809 do 1813 roku był wiceprezydentem prowincji śląskiej.

### Nadprezydent Śląska
Z nominacji królewskiej został powołany w 1816 roku na funkcję nadprezydenta prowincji śląskiej, którą sprawował z przerwą do 16 maja 1845 roku, kiedy to został z niej zwolniony na skutek choroby. Było to związane z przeprowadzoną na Prusach reformą administracyjną. Von Merckel zajął się organizacją nowo powstałego nadprezydium we Wrocławiu, które miało nadzorować działalność trzech rejencji (wrocławskiej, dzierżoniowskiej i legnickiej). Za jego rządów miał miejsce rozwój transportu na Śląsku, spowodowany uruchomieniem żeglugi parowej na Odrze (1837) oraz budową pierwszej linii kolejowej z Oławy do Wrocławia, którą otwarto w 1842 roku. Negatywnym echem w Europie odbiło się powstanie tkaczy śląskich mające miejsce w 1844 roku, stanowiące w dalszej perspektywie preludium dla wielkich wstrząsów społecznych, które targnęły niemal cały kontynent w latach 1848–1849.
W uznaniu za swoje zasługi został mianowany 10 kwietnia 1828 roku tajnym radcą pruskim, a jego rodzina włączona w poczet pruskiej szlachty. Zmarł w 1846 roku w swojej posiadłości w Warcie Bolesławieckiej.